# Dendrocyphella
Dendrocyphella is een monotypisch geslacht van schimmels behorend tot de familie Cyphellaceae. Het bevat alleen Dendrocyphella setosa.